# Pirogow
Pirogow (ros. Пирогов) – radziecki film czarno-biały z 1947 roku w reżyserii Grigorija Kozincewa. Biograficzno-historyczny film oparty na życiu Nikołaja Pirogowa.

## Obsada
- Konstantin Skorobogatow jako Pirogow
- Władimir Czestnokow jako Ipatow
- Olga Lebzak jako Wakulina
- Siergiej Jarow jako Skulaczenko
- Gieorgij Gumilewski
- Nikołaj Czerkasow
- Piotr Łobanow jako Tarasow
- Jakob Malutin
- Aleksiej Diki jako Pawieł Nachimow
- Tatjana Pilecka jako Dasza Siewastopolska
- Nikołaj Trofimow
- Andriej Kostriczkin
- Siergiej Karnowicz-Walua
- Gieorgij Kołosow